# Xã Rich, Quận Cook, Illinois
Xã Rich (tiếng Anh: Rich Township) là một xã thuộc quận Cook, tiểu bang Illinois, Hoa Kỳ. Năm 2010, dân số của xã này là 76.727 người.